# Јован Синадин
Јован Комнин Анђео Дука Синадин је био византијски аристократа и војсковођа који је био на функцији мегастратопедарха у време владавине царева Михаила VIII Палеолога и Андроника II Палеолога.

## Војна каријера
Припадник утицајне цариградске породице Синадин, Јован Синадин се први пут помиње у изворима око 1276/1277. године, када је заједно са великим конзулом Михаилом Каваларијем предводио војни поход против тесалијског деспота Јована I Дуке. Међутим, војске Јована Синадина и Михаила Каваларија биле су разбијене у бици код Фарсале, где је Јован био заробљен, а велики констабл Михаило је убијен док је покушавао да побегне. Године 1281. Јован Синадин је пуштен из заточеништва и придружио се византијском походу против Анжујаца у Албанији. Године 1283. Јован Синадин је поново учествовао у походу против севастократора Јована I Дуке у Тесалији, али је овога пута византијске трупе предводио је Михаило Тарханиот.

## Породица
Јован Синадин је ожењен Теодором Палеолог – братаницом цара Михаила VIII Палеолога. Њихов брак је уговорио лично цар, који је био старатељ његове братанице Теодора.
Јован и Теодора су имали четворо деце која су наводно била веома мала када им је отац умро
- Јован Синадин, велики констабл;[5]
- Ефросинија Синадина, припремана за монашки живот од детињства;[5]
- неименована ћерка, о којој се говорило као о могућој жени бугарског цара Теодора Светослава;
- Теодор Синадин, протостратор.

Нешто пре краја живота Јован Синадин се замонашио и узео име Јоаким. Нешто после његове смрти, између 1310. и 1328. године, његова жена Теодора је основала Цариградски манастир „Пресвете Богородице Сигурне Наде“ (Βεβαια ελπις), у коме се замонашила под именом Теодула. Заједно са њом замонашила се и њена ћерка Ефросина.